# 斑鳩寺 (兵庫県太子町)

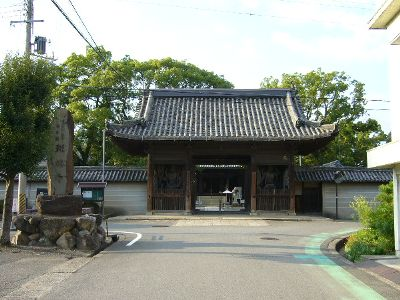
仁王門

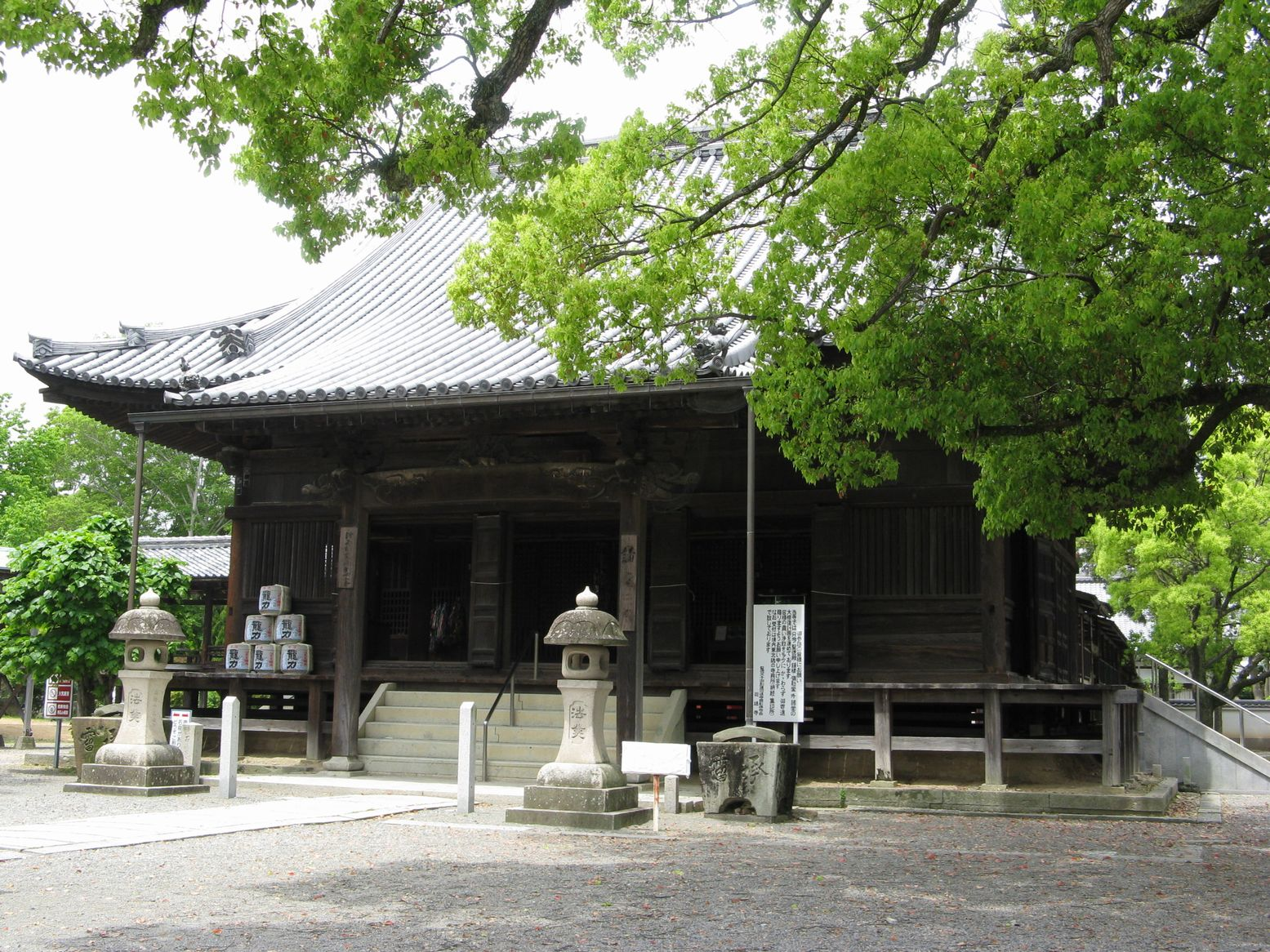
講堂

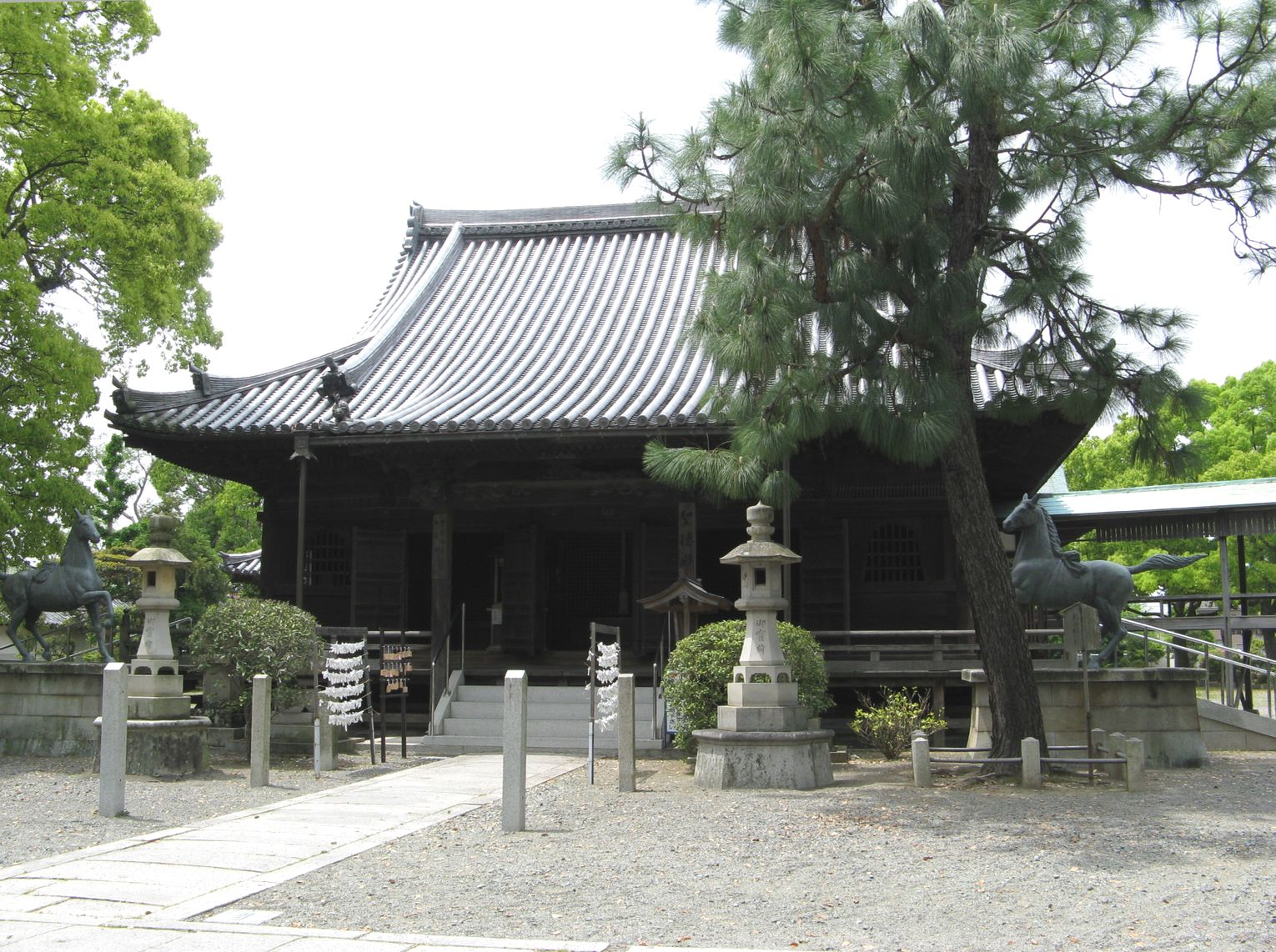
聖徳殿

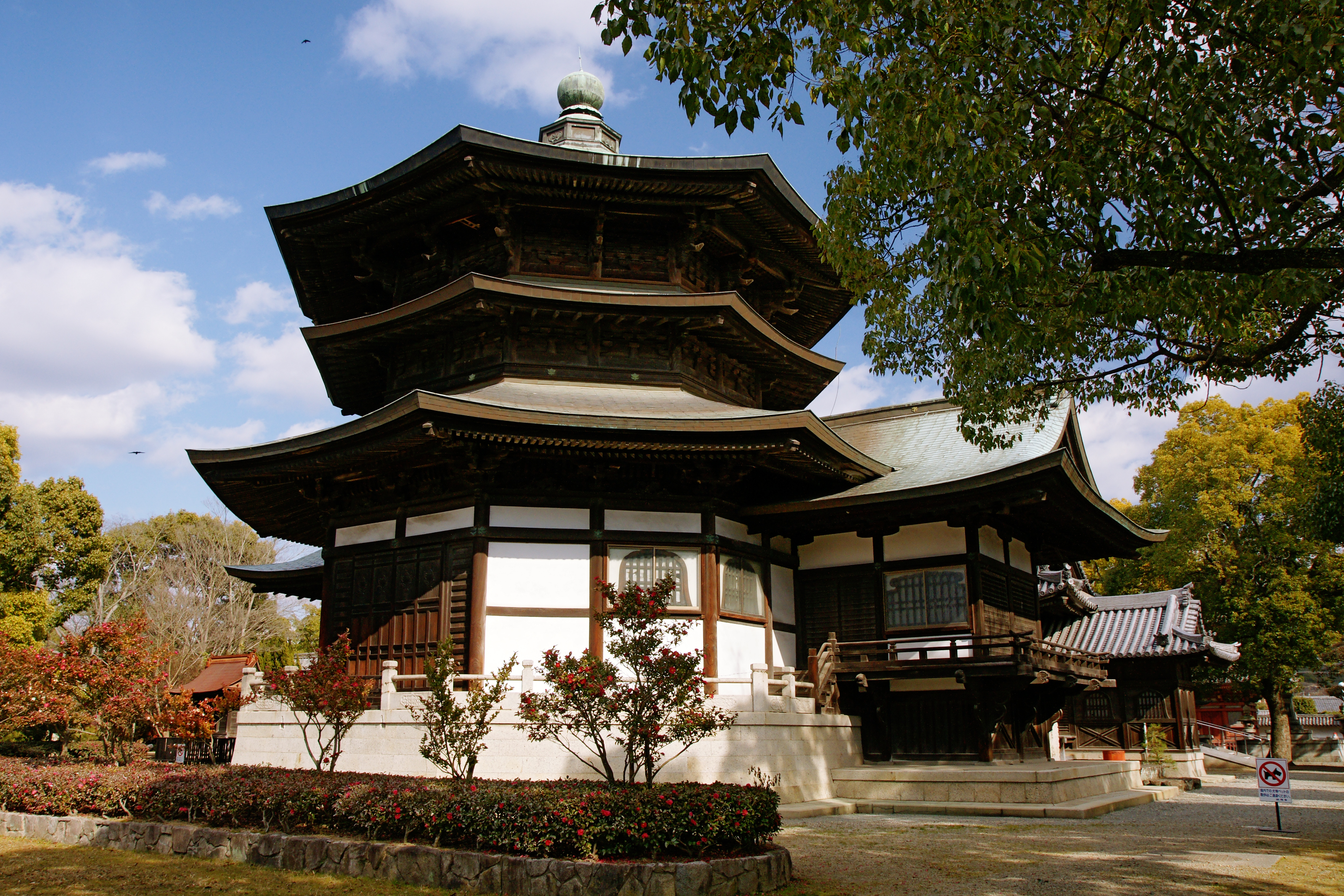
聖徳殿奥殿

斑鳩寺（いかるがでら）は、兵庫県揖保郡太子町鵤（いかるが）にある天台宗の寺院。山号はなし。本尊は釈迦如来・薬師如来・如意輪観音。新西国三十三箇所第32番札所。

## 歴史
伝承によれば、推古天皇14年（606年）、聖徳太子が推古天皇から播磨国揖保郡の土地360町歩を賜り、大和国斑鳩宮から移住し当地を斑鳩荘（鵤荘）と命名、政所と寺院を建立したとされる。これが斑鳩寺の始まりと伝える。推古天皇14年（606年）に聖徳太子が推古天皇に法華経を講義して、播磨国の水田を賜ったことは史実と認められ、その縁で当地に斑鳩寺が建てられたものと思われる。
長らく七堂伽藍と数十の坊庵を誇る大寺院であったが、室町時代後期の天文10年（1541年）4月7日、播磨国に攻め込んできた出雲国の守護大名である尼子氏の戦禍を受け、灰燼に帰した。後に龍野城主・赤松政秀とその子赤松広英、中興・楽々山円勝寺（現・たつの市）の円光院昌仙などの発願で徐々に復興していった。また復興を機に、従来法隆寺別院であったのを天台宗へ改めている。
豊臣秀吉から300石を寄進され、江戸時代には歴代将軍の御朱印地となった。

## 境内
- 講堂（太子町指定有形文化財） - 弘治2年（1556年）再建。明和6年（1769年）大修理。
- 聖徳殿前殿（兵庫県指定有形文化財） - 天文20年（1551年）再建。寛文5年（1665年）大修理。
- 聖徳殿中殿（国登録有形文化財） - 1916年（大正5年）建立。
- 聖徳殿後殿（国登録有形文化財） - 1916年（大正5年）建立。太子十六歳像を祀る。法隆寺夢殿を参考にした裳階付八角二重円堂となっている。
- 天神社（太子町指定有形文化財） - 天保6年（1835年）再建。
- 宝勝院 - 本坊となっている。
  - 庫裏（兵庫県指定有形文化財） - 慶安2年（1649年）建立。もとは塔頭の保性院の庫裏。
  - 表門 - もとは塔頭の保性院の表門。
- 聖宝殿 - 宝物館。
- 聖霊権現社（太子町指定有形文化財） - 稗田神社御旅所。文政10年（1827年）再建。
- 東門
- 鐘楼（兵庫県指定有形文化財） - 天正20年（1592年）に赤松広英によって再建。元禄6年（1693年）大修理。
- 三重塔（重要文化財） - 永禄8年（1565年）に龍野城主赤松政秀によって再建。
- 弥勒堂
- 聖徳太子尊像
- 山王社（兵庫県指定有形文化財） - 明暦2年（1656年）再建。
- 仁王門（兵庫県指定有形文化財） - 寛文13年（1673年）再建。

## 文化財

### 重要文化財
- 三重塔
- 木造釈迦如来坐像
- 木造薬師如来坐像 - 鵤荘北方の楽々山円勝寺から移す。
- 木造如意輪観音坐像

以上三尊は講堂に安置される秘仏で、2月22・23日の太子忌に開帳される。これらの像を止利仏師の作とするのは伝承にすぎず、実際には室町時代の斑鳩寺復興時の造立であるが、着衣の形式などが古様で、飛鳥時代の古像を手本に造られたものと推定される。
- 木造日光・月光菩薩立像 - 鵤荘北方の楽々山円勝寺から移す。
- 木造十二神将立像 8躯
- 紺紙金泥釈迦三尊十六羅漢像 5幅
- 絹本著色聖徳太子勝鬘経講讃図
- 峯相記 永正八年慶紹書写奥書（1511年）
- 鵤庄引付

### 国登録有形文化財
- 聖徳殿中殿
- 聖徳殿後殿

### 兵庫県指定有形文化財
- 聖徳殿前殿
- 鐘楼
- 仁王門
- 山王社
- 庫裏
- 絹本著色八葉曼荼羅図

### 太子町指定有形文化財
- 講堂
- 天神社
- 聖霊権現社
- 木造地蔵菩薩立像
- 木造聖徳太子立像
- 聖徳太子絵伝
- 大般若十六善神画像
- 十二天画像
- 太子伝抄
- 羽柴秀吉自筆書状
- 岩見井組文書
- 東保村文書
- 斑鳩寺記録
- 斑鳩寺文書

### 太子町指定史跡
- 斑鳩寺境内 附：富の小川

### 太子町指定天然記念物
- 斑鳩寺のさざんか

## 年中行事
- 2月7日 - 大般若転読会
- 2月9、16-18日 - 勝軍会
- 2月22-23日 - 聖徳太子春会式
- 3月22日 - 彼岸会
- 8月22日 - 夏会式（施餓鬼）
- 10月7日 - 大般若転読会
- 12月16日 - 天台大師講

## 前後の札所
新西国三十三箇所
31 花岳寺　-　32 斑鳩寺　-　33 瑠璃寺
西国薬師四十九霊場
22 鶴林寺　-　23 斑鳩寺　-　24神積寺
播州薬師霊場
17 圓明寺　-　18 斑鳩寺　-　19 長楽寺
聖徳太子霊跡
27 鶴林寺　-　28 斑鳩寺　-　29勝鬘院

## 所在地
〒671-1561 兵庫県揖保郡太子町鵤709

## 交通
姫路駅前から神姫バス「鵤経由龍野行き」乗車、「鵤」バス停下車。北西へ徒歩200m。

## 拝観案内
- 9:00 - 17:00 宝物館の拝観は有料、聖徳殿は要予約。

## 周辺施設
- あすかホール（太子町立文化会館）、太子町立歴史資料館